# Onrjó

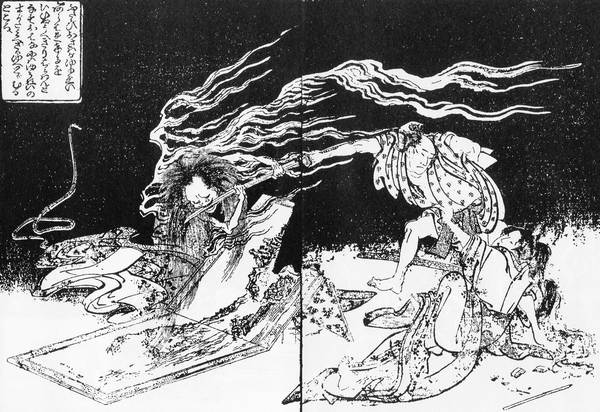
Onrjó a Kinszei-Kaidan-Szimojonohosiből (近世怪談霜夜星)

A japán hagyomány és irodalom szerint, az onrjó (怨霊, szó szerint „bosszúálló szellem”, néha „haragos szellemnek” fordítják) egy olyan szellem (júrei), amiről úgy tartják, hogy képes problémát okozni az élők birodalmában, bántani vagy megölni az ellenségeiket, vagy akár természeti katasztrófa formájában végrehajtani a bosszúját, amivel az őt még életében ért csapások miatt vesz elégtételt. Úgy tartja a mondás, hogy az ilyen bosszúállásai alkalmával magával ragadja a lelkeket a haldokló áldozataiból.
Az onrjó egyfajta gorjó (御霊), kivéve, hogy a gorjó esetében az elkövetőnek nem feltétlenül kell bosszúálló, haragos szellemnek lennie.

## Az onrjó eredete
Noha az onrjó eredete nem tisztázott, a létezésük egészen a nyolcadik századig visszavezethető, és azon a gondolaton alapszik, hogy a halottak erős és dühös lelkei képesek befolyásolni és bántani az élőket. A legkorábbi onrjó kultusz Nagaja Herceg korában alakult ki, aki 729-ben halt meg, és az első egészségkárosító onrjó általi megszállást dokumentáló feljegyzést Soku Nihongi krónikái között találták (797). A feljegyzés szerint „Fudzsivara Hirocugu (藤原広嗣) lelke okozta Genbó halálát”. Hirocugu egy sikertelen zendülés alkalmával halt meg („Fudzsivara no Hirocugu Felkelés”), mely során képtelen volt eltávolítani a hatalmon lévő riválisát, Genbó papot.

## Az onrjó bosszú
A japán hagyományok szerint a bosszúszomjas onrjó nem csak ellenségei halálát képes okozni (mint azt fentebb Hirocugu riválisának halálánál is olvashattuk), hanem természeti katasztrófák (földrengés, tűzvész, viharok, aszály, éhínség és dögvész) kiváltója is lehet. Erre példa Szavara Herceg szellemének a keserű csalódása fivérében, Kammu Császárban. Hétköznapi nyelvben a természetfeletti lények vagy erők által kivitelezett bosszút tatarinak (祟り) nevezik.
Kammu Császár cselszövéssel vádolta a testvérét, Szavarát (valószínűleg hamisan, hogy eltávolítsa őt a hatalom közeléből), aki aztán száműzetésben éhen halt. Néhány tudós szerint a császár azért költöztette át székhelyét Nagaoka-kjóba, hogy elkerülje elhunyt testvérének haragját. Ez nem sikerült úgy, ahogy tervezte, ezért megpróbálta feloldani az átkot testvére szellemének megbékítésével: buddhista rítusokkal próbálta tiszteletét kifejezni, és Szavara Hercegnek adományozta utólagosan a császári címet.
Egy közismert példa az onrjó szellem kiengesztelésére Szugavara no Micsizane ügye, akit politikailag megaláztak és száműzetésben hunyt el. Az emberek azt gondolták, hogy az ő szelleme okozta rágalmazóinak sorozatos halálát, és a természeti katasztrófákat (különösen a villámcsapásokat). A bíróság úgy próbálta megbékíteni a lelket, hogy visszaállították Micsizane régi rangját és pozícióját. Micsizane istenné vált Tendzsinként, és a Tenman-gú nevezetű szentélyt építették neki.

## Példák az onrjó bosszúra
Valószínűleg a leghíresebb onrjó a Jocuja Kaidan nevezetű szellemtörténet Oivája. A történetben a férjnek nem esik baja, habár, ő az onrjó bosszújának célszemélye. Oiva bosszúja nem fizikai megtorlás, hanem lelki gyötrelem.
Még néhány példa:
- Hogyan lett egy férfi felesége bosszúálló szellem, és hogyan térült el rosszakarata egy látnok közbenjárásával

Ebben a történetben, az elhagyott feleség, Kondzsaku Monogatarisú holttestét épségben találják meg. A férj fél a szellem megtorlásától, ezért egy látnok (陰陽師, onmjódzsi ) segítségét kéri. A férjnek a holttesten kell ülnie miközben a halott nő hajába markol, és tűrnie. A szellem elkezd panaszkodni a nagy súly miatt, és elhagyja a házat, valószínűleg a férjet keresve, aztán néhány nap után feladja és visszatér otthonába, ahol a látnok most már képes varázsigékkel kiűzni őt.
- Egy megszegett ígéret

Ez a történetet az Izumo tartományból származik és Lafcaido Hearn jegyezte le. Egy szamurájról szól, aki megígéri haldokló feleségének, hogy sose fog újraházasodni. Elég hamar megszegi aztán az ígéretét, és a szellem visszatér. Először azért, hogy figyelmeztesse őt, másodjára pedig meg is öli a fiatal menyasszonyt, letépve a fejét. Az őrszem, akit elaltatott, levadássza a lelket, aztán egy kardcsapás és buddhista imádság közepette elpusztítja.

## Fizikai megjelenés
A hagyomány szerint az onrjóknak és más júreiknek (szellemeknek) nincsen állandó külseje, az Edo-korban közkedveltté váló Kabuki miatt viszont sajátos jelmezeket terveztek nekik.
Mivel a Kabuki nagyon látványközpontú előadásmód, és egy színész több szerepet is eljátszhatott egy darabon belül, ezért fontos volt, hogy a nézők a külső alapján azonnal el tudják dönteni, hogy éppen melyik karakter van a színpadon, és egyértelműek legyenek a színész által megjelenített érzések is.
Egy szellem jelmeznek három fő sajátossága van:
- Fehér temetési kimonó, sirosózoku (白装束) vagy sinisózoku (死に装束)
- Kócos és rendezetlen hosszú fekete haj
- Fehér alapozó (osiroi), indigó kék árnyékszerű (藍隈 aiguma) arcfestéssel (kumadori) , hasonlóan ahhoz, ahogy az ellenségeket sminkelték ki a Kabukiban.

## Bibliográfia
- Iwasaka, Michiko and Toelken, Barre. Ghosts and the Japanese: Cultural Experiences in Japanese Death Legends, Utah State University Press, 1994. ISBN 0-87421-179-4

## Témához kapcsolódó linkek
- Ghoul Power - Onryou in the Movies Archiválva 2007. október 13-i dátummal a Wayback Machine-ben Japanzine By Jon Wilks
- Yūrei-ga gallery at Zenshoan Temple

## Fordítás
Ez a szócikk részben vagy egészben a Onryo című angol Wikipédia-szócikk ezen változatának fordításán alapul.  Az eredeti cikk szerkesztőit annak laptörténete sorolja fel. Ez a jelzés csupán a megfogalmazás eredetét és a szerzői jogokat jelzi, nem szolgál a cikkben szereplő információk forrásmegjelöléseként.